# Sandoval Luís de Oliveira
Sandoval Luís de Oliveira, mais conhecido como Sandoval, (Porto da Folha, 19 de outubro de 1969) é um ex-futebolista brasileiro que atuava como meia.[carece de fontes?]
A carreira como profissional começou no Sergipe em 1988, onde permaneceu até 1994. A partir de então, deixou o Nordeste para defender alguns dos maiores clubes do Brasil como São Paulo, Internacional, Coritiba e Atlético Paranaense. Passou também por Rio Branco de Americana, Guarani de Campinas, Goiás, Vitória da Bahia, Santo André, América de Rio Preto e Guarani de Porto da Folha, onde pendurou as chuteiras em 2005.

## Carreira

### Juvenil
Natural de Porto da Folha-SE, foi no campo do Guarani e outros locais de disputa de jogo infantil, onde observadores do bom futebol aplaudiam as jogadas de Sandoval, que se destacava diante de outros garotos de sua época.
O talentoso jovem logo mais foi apresentado a um dos grandes times da capital. Chegou garotinho ao Sergipe e conquistou a todos com o bom futebol. Ele chegou ao clube, em 1981. Aos 12 anos, começava a treinar no João Hora com o uniforme de base. Nos dois anos seguintes Sandoval Luiz de Oliveira já conquistava os primeiros títulos com o time rubro, ainda pelo Mirim.

### Profissional
E, após dois anos no juvenil, em 88, subiu para o elenco profissional do Sergipe, no qual vestiu a camisa 8 e fez parte da saga do hexa até o ano de 1993.
A partir daí, o sucesso lhe trouxe novas perspectivas. Sandoval deixou o nordeste em 1994 para defender o Rio Branco de Americana/SP, sendo de fato aplaudido pela torcida daquela equipe, sobretudo por se destacar no campeonato paulista. Por empréstimo foi defender o Guarany de Campinas/SP na disputa do Brasileirão, o Bugre chegou ao fim do campeonato num festejado terceiro lugar.
Retornou ao Rio Branco e foi novamente emprestado, desta vez ao Goiás/GO, que terminou o campeonato goiano de 1995 numa posição razoável graças ao empenho deste atleta.
Em 1996, foi contratado pelo São Paulo FC. O time paulista, bicampeão no início da década, não fez uma bela campanha ao longo deste ano, isso fez ofuscar um pouco o desempenho do “Meia” Sandoval.
No ano seguinte, 1997, através de empréstimo, Sandoval passou a defender o Internacional de Porto Alegre/RS, onde fez belíssima campanha contribuindo para a conquista do campeonato gaúcho “Gauchão” deste ano.
De forma idêntica, Sandoval conquistou a torcida do Colorado na disputa do “Brasileirão”, deixando a equipe em terceiro lugar no campeonato. Ele era o responsável por fazer a ligação para o ataque. No Inter, fez 36 jogos e marcou 6 gols.
Sem dinheiro para contratar o jogador em definitivo, o Internacional teve que devolvê-lo ao São Paulo. E após a segunda passagem pelo tricolor paulista, segundo o Almanaque do São Paulo, de Alexandre da Costa, fez 39 jogos entre 1996 e 1998 com 8 gols marcados.
Em meados de 1998, Sandoval foi transferido para o Coritiba onde fez boa campanha no Brasileirão, parando nas quartas-de-final.
Em 1999, foi para o Atlético Paranaense. Sua passagem pelo Furacão foi marcada pela conquista da Seletiva da taça Libertadores, disputada somente naquele ano.
Em 2000, retornou ao Guarani, dessa vez, com mais discrição. Jogou ainda no Vitória/BA, Santo André/SP, América de Rio Preto/SP e encerrou a carreira em 2005 no Guarani de Porto da Folha-SE.

## Balão Mágico

### Balão Mágico sergipano
Ao lado de Elenilson e Leniton, o camisa 8 do Sergipe na época formou o tão falado "Balão Mágico".
Formados na base do Sergipe, os 3 fizeram a alegria dos torcedores rubros e deram muita dor de cabeça aos adversários em boa parte da saga do hexa na década de 90.
- Realmente a gente dava muito trabalho principalmente ao Confiança. Quando eles foram campeões em 90 em cima da nossa equipe também comemoraram muito. E graças a Deus conseguimos vencer seis estaduais em sequência, sendo que em quatro o nosso maior rival foi o vice. Com certeza isso torna nossa conquista ainda maior - comenta Sandoval.
Quando questionados sobre o trio, os entrevistados faziam os mais variados elogios, porém tinham um adjetivo em comum: "fantástico". Talvez tenha sido por isso que eles receberam um apelido na época que marcou bastante. Quem conta é o jornalista Carlos França, que cobria o esporte naquele período.
- Era o Balão Mágico do Sergipe, esses garotos jogavam demais! O apelido foi dado por conta de um programa que tinha na TV Globo que tinha esse grupo, que era musical, com Simony, Jairzinho e Mike. E aí Sandoval, Elenilson e Leniton formavam esse trio super badalado por todos, inclusive na imprensa. Eu nunca vi um cara jogar tanto como Sandoval. Ele era um craque. E Elenilson? Outro craque. Elenilson jogou muita bola e tinha uma personalidade fora do comum. Os três jogavam por música. Leniton chutava forte e batia bem de fora da área. Esse trio foi algo singular, tanto é que nunca mais eu vi algo assim no futebol sergipano - relatou o jornalista Carlos França.
- Na verdade, o grupo inteiro era muito forte e todos foram importantes na conquista do hexa, mas esse trio deu o que falar. Sandoval e Elenilson vinham de trás, com a bola dominada, armavam e criavam bastante, alimentavam muito bem o ataque, tanto eu quanto o Rocha, o Tuíca e o Evandro. Todos nós éramos bem servidos. Ficava mais fácil então, pois quando você joga com quem sabe, a bola sempre chega. E, logicamente, com a bola chegando ficava mais fácil para concluir em gol - citou Leniton.
- Apesar de todos serem muito bons, alguns acabavam se destacando um pouco mais e esse trio se destacava bastante, principalmente, em jogos decisivos. Nosso time se conhecia muito bem, era bem entrosado. Todos os jogadores tinham um bom potencial. Eu e Sandoval, particularmente, tínhamos um entrosamento muito grande. Fazíamos sempre juntos os treinamentos em dupla, concentrávamos juntos. E Leniton era o cara, assim como os outros atacantes, responsável por fazer os gols e fazia esse papel muito bem - afirmou Elenilson.
- É emocionante para nós atletas fazermos parte desta história. Ficamos marcados na torcida, no clube e em todo estado. Realmente é muito difícil conseguir seis títulos consecutivos. Por isso, todos que fizeram parte desta geração estão de parabéns - finalizou Sandoval.

## Curiosidades
Pois é, essa já outra história desse craque que ficou na história do clube alvirrubro. A fama de "mão de figa"/"pão duro" pegou e até hoje os companheiros brincam com ele com isso.
- Todo dia nós tínhamos alguma resenha para tirar com Sandoval porque ele era "mão de figa", não pagava um refrigerante para ninguém. Pense em um cara "pão duro"! Até hoje é assim e não vai mudar, não tem jeito - brincou Ribeiro Neto.
Aí quando enfim ele saiu do Sergipe, e jogando da forma que eu sugeri, eu disse: "Agora metade de tudo que você ganhar na vida do futebol você me dará". Sabe o que ele disse? "Um homem que não gosta de pagar nem um refrigerante vai dar o quê, né?", e sorriu para mim - contou o Popó da Gávea.

## Histórico
Clubes: Sergipe (1990-1993); Rio Branco-SP (1994); Guarani-SP (1994); Rio Branco-SP (1995); Goiás (1995); São Paulo (1996); Internacional (1997); São Paulo (1998); Coritiba (1998); Atlético-PR (1999); Guarani-SP (2000); Vitória-BA (2000-2001); América-SP (2002); Guarany-SE (2005)

## Títulos
Sergipe[carece de fontes?]
- Campeonato Sergipano: 1989, 1991, 1992, 1993

São Paulo [carece de fontes?]
- Copa Master da Conmebol: 1996
- Copa dos Campeões Mundiais: 1996

Internacional [carece de fontes?]
- Campeonato Gaúcho: 1997

Athletico-PR [carece de fontes?]
- Seletiva da Taça Libertadores: 1999